# Lucien Lambeau
Pour les articles homonymes, voir Lambeau (homonymie).
Lucien Lambeau, né le 8 août 1854 à Charleville et mort le 10 novembre 1927 à Paris est un historien français spécialisé dans l'histoire de Paris, secrétaire général de la Commission du Vieux Paris. Son nom a été donné en 1932 à une rue du 20e arrondissement de Paris.

## Biographie
Archiviste du conseil municipal de Paris, il est membre de la Société de l'Histoire de Paris et de l'Île-de-France et de la société des Amis des Monuments parisiens. Il est aussi, de 1898 à sa mort en 1927, secrétaire général de la Commission du Vieux Paris,.
Il lance en 1910 une collection d'ouvrages consacrés à l'histoire des onze communes annexées à Paris en 1859, mais il n'en publie que six : Bercy, Vaugirard, Grenelle, Charonne, La Chapelle Saint-Denis et La Villette.
L'Institut de France, sur proposition de l'Académie des inscriptions et belles-lettres, lui décerne, en 1913, le prix Jean-Jacques-Berger pour l'ensemble de ses livres touchant l'histoire de Paris, publiés depuis 1908.

## Publications
- La Place Royale, 1906, Paris, H. Daragon, IV+365 p. ;
- Le Cimetière Saint-Gervais et ses charniers - Recherches historiques, 1907, Paris, Bonjalot-Jouve, 66 pages, lire en ligne ;
- L'Hôtel de ville de Paris, Paris, H. Laurens, coll. « Les richesses d'art de la ville de Paris », 1908, 216 p.
- Bercy, Paris, Ernest Leroux, coll. « Histoire des communes annexées à Paris en 1859 », 1910, 506 p. lire en ligne ;
- L'Orme Saint Gervais et ses abords - Notes descriptives et historiques sur l'église et ses abords, 1912, Paris, Imprimerie municipale, 116 pages, 5 planches ;
- Vaugirard, Paris, Ernest Leroux, coll. « Histoire des communes annexées à Paris en 1859 », 1912, 538 p., lire en ligne ;
- Grenelle, Paris, Ernest Leroux, coll. « Histoire des communes annexées à Paris en 1859 », 1914, 528 p., lire en ligne
- Charonne, vol. I et II, Paris, Ernest Leroux, coll. « Histoire des communes annexées à Paris en 1859 », 1916-1921, 496+400 pages, lire en ligne tome premier ; lire en ligne tome second ;
- La Chapelle Saint-Denis, Paris, Ernest Leroux, coll. « Histoire des communes annexées à Paris en 1859 », 1923, 605 p., lire en ligne
- La Villette, Paris, Ernest Leroux, coll. « Histoire des communes annexées à Paris en 1859 », 1926, 472 p.
- « Un vieux couvent parisien. Les dominicaines de la Croix de la rue de Charonne (1639-1904) », Annexe au procès - verbal de la séance du 11 avril 1908 de la Commission du Vieux Paris, Procès-verbaux de la commission du Vieux Paris, 1908. Numérisé sur gallica.

Posthume
- Jacques Hillairet, avec Lucien Lambeau, Charonne, notre quartier, éditions de Minuit, 1965.